# Lilium lancifolium
Lilium lancifolium (sinonim L. tigrinum ) este o specie asiatică de crin, originară din China, Japonia, Coreea și Orientul îndepărtat rus . Este cultivată pe scară largă ca plantă ornamentală datorită florilor sale fastuoase de culoare portocalie cu pete negre și a fost naturalizată în numeroase locații răspândite de-a lungul estului Americii de Nord (în special în Noua Anglie).          
Este una dintre mai multe specii de crin cărora li se aplică denumirea comună de crinul tigru, iar unii consideră că aceasta este specia corectă căreia ar trebui să i se aplice numele. Botaniștii au considerat timp de mulți ani că L. tigrinum este numele științific corect, până când s-a stabilit că numele mai vechi de L. lancifolium se referă la aceeași specie. În conformitate cu regulile nomenclaturii botanice internaționale, numele mai vechi are prioritate.   

## Creștere

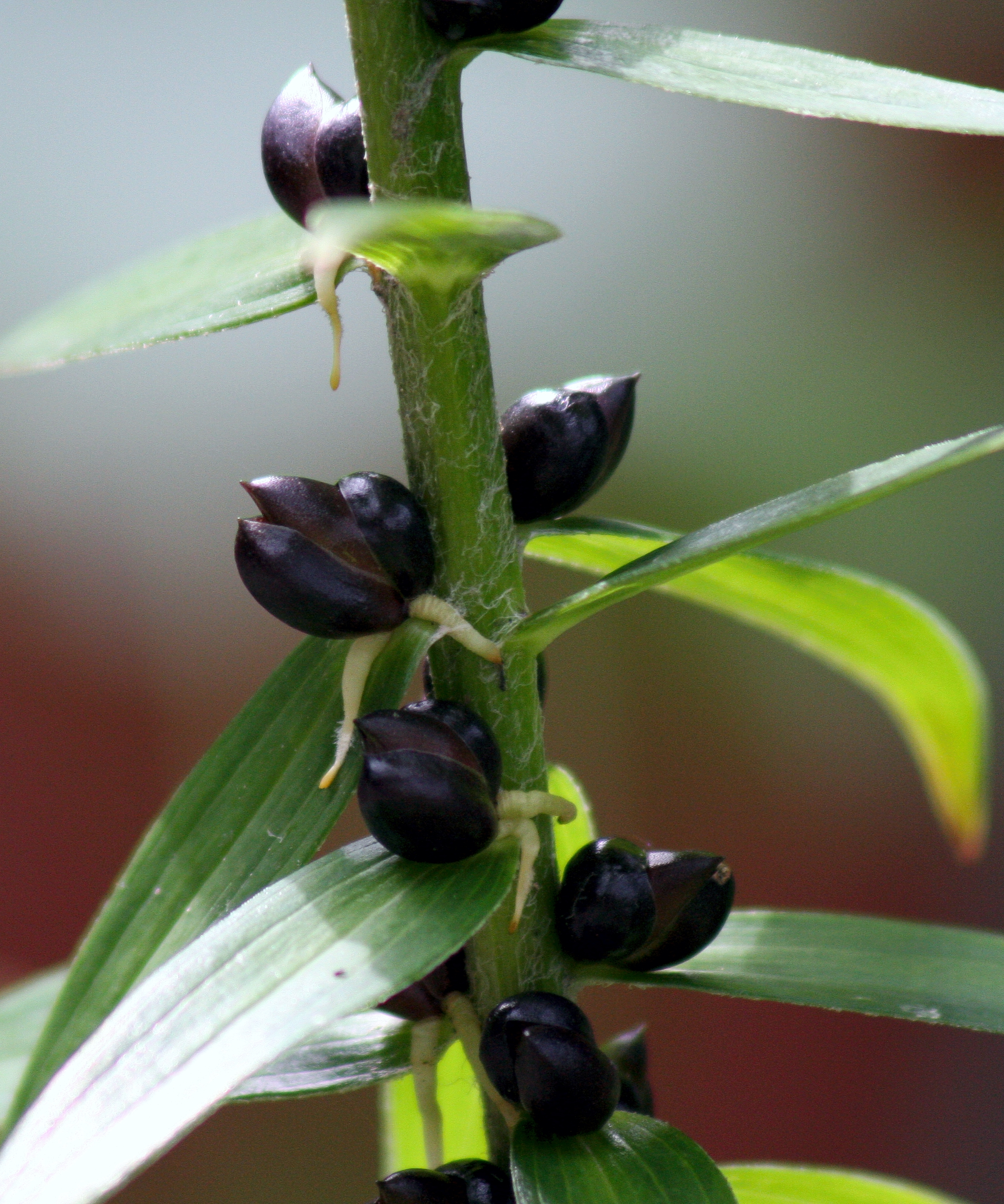
Bulbi aerieni de Lilium lancifolium ce au dezvoltat rădăcini la sfârșitul verii.

Ca și alți crini adevărați, florile sunt purtate pe tulpini verticale, înalte de 80-200 centimetri (31-79 inch), cu frunze lanceolate (în formă de vârf de lance) lungi de 6-10 centimetri (2,4-3,9 inch) și late de 1-2 centimetri (0,39-0,79 inch). Lilium lancifolium produce bulbi aerieni în axilele frunzelor. Acești bulbi sunt neobișnuiți la speciile Lilium și produc noi plante care sunt clone ale plantei originale. Fiecare floare durează câteva zile și, dacă este polenizată, produce capsule cu multe semințe subțiri. 

## Cultivare și utilizări

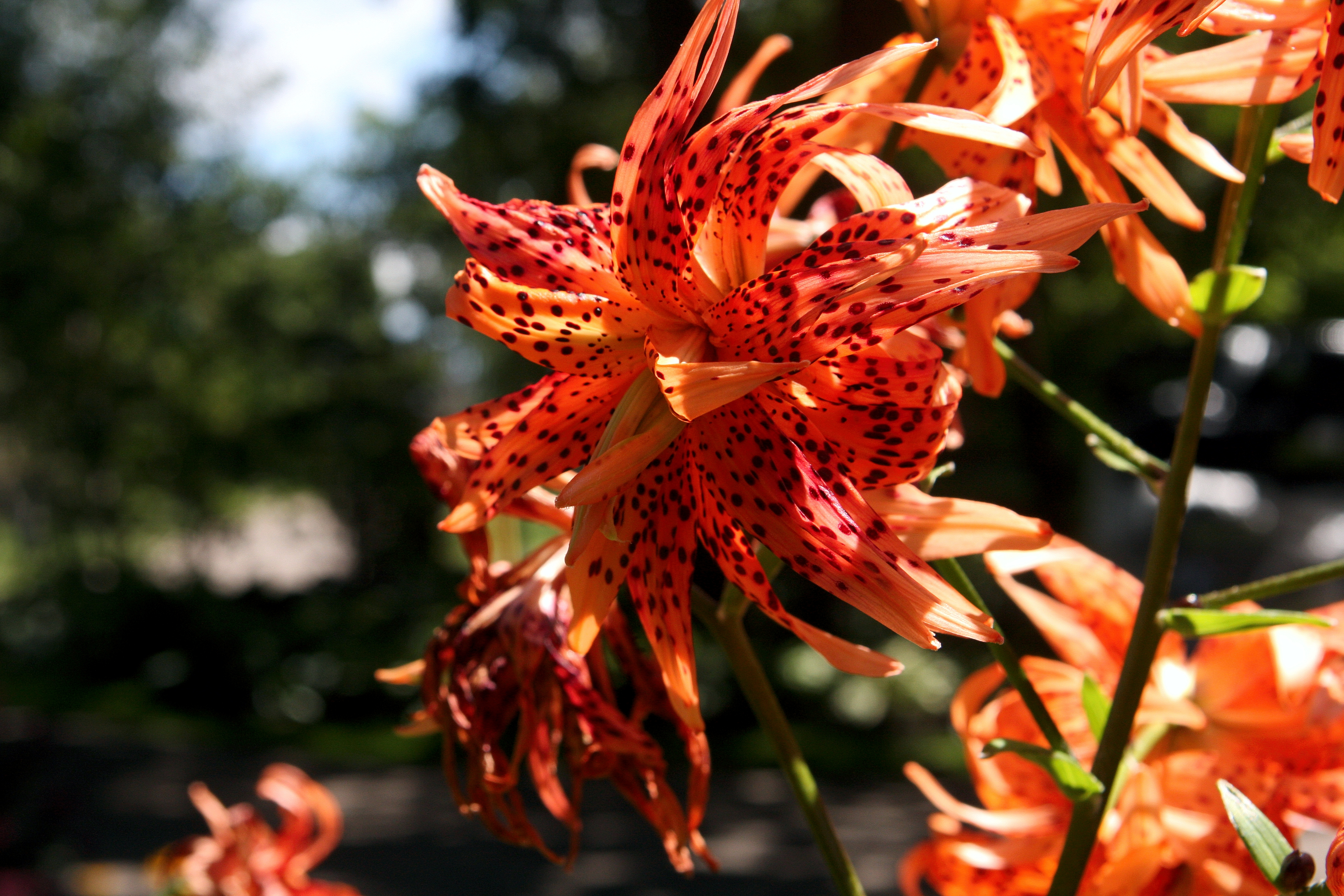
Lilium lancifolium 'Flore Pleno' (crin tigru dublu)

Este cultivat în Asia pentru bulbii săi comestibili. Soiul selectionat „Splendens” a câștigat Premiul Meritul Grădinii (Award of Garden Merit) al Societății Regale de Horticultură (Royal Horticultural Society). 